# Mensenrechten in Iran
De mensenrechten in Iran begonnen pas in de 19e eeuw echt in dit land door te dringen. Sinds de 20e eeuw wordt er in Iran regelmatig gestreden voor de toepassing van deze rechten. Gedurende meerdere eeuwen was de sharia de enige wet in Iran tot aan de Iraanse constitutionele revolutie van 1906, die het resultaat was van een sterk opgekomen nationalisme. De Pahlavi-dynastie was het eerste moderne Iraanse regime dat openlijk afstand nam van de sharia, omdat deze wet in de praktijk ontoereikend was gebleken voor het nemen van juridische beslissingen. Mohammed Reza Shah Palavi gaf Iran een wat moderner rechtssysteem, waarin bepaalde fundamentele mensenrechtenprincipes golden.
Niettemin is vrijheid in Iran niets nieuws, want met de mensenrechten is het gedurende de hele geschiedenis van Iran erg op en neer gegaan. Reeds in de Oudheid was er onder de Achaemeniden-dynastie sprake van zowel godsdienstvrijheid als van individuele rechten en een min of meer gelijkwaardige positie van vrouwen ten opzichte van mannen. Deze vrijheden waren grotendeels het resultaat van de in de 6e eeuw v.Chr. door koning Cyrus II doorgevoerde hervormingen. Nadat het toenmalige Perzische Rijk in de 7e eeuw door de Arabieren was bezet, bleef er echter weinig van deze oude vrijheden over.
In de loop van de 20e eeuw kende Iran een aantal politieke en sociale omwentelingen, waardoor grondrechten anders werden toegepast. De meest democratische periode die Iran tot nu toe heeft gekend was aan het begin van de jaren 50 onder premier Mossadegh. Daarna volgde er onder shah Mohamed Reza Pahlavi opnieuw een terugval, die nog werd versterkt door het islamistische bewind van Khomeini dat volgde op de Iraanse Revolutie van 1979, waarbij de Iraanse islamitische republiek werd gesticht. Tussen 1997 en 2005 kende Iran een korte periode van hervorming, waarin bepaalde vrijheden opnieuw werden doorgevoerd. Sinds het aan de macht komen van Mahmoud Ahmadinejad en ayatollah Ali Khamenei zijn deze hervormingen echter weer grotendeels teruggedraaid. Sindsdien is het Iraanse regime doorgegaan met het beperken van de vrijheid van meningsuiting, het niet respecteren van de Universele verklaring van de rechten van de mens, het uitvoeren van martelpraktijken, verminkingen en de doodstraf. Dit ondanks de vele internationale kritiek, diverse beslissingen van de Algemene Vergadering van de Verenigde Naties en de Mensenrechtencommissie van de Verenigde Naties.
Sinds 2005 is volgens rapporten van Amnesty International in Iran zowel het aantal verrichte executies als het aantal mensen dat willekeurig gevangen is gezet weer sterk toegenomen. Volgens rapporten van onder andere de Internationale federatie voor de mensenrechten (FIDH) voltrekt Iran na China de meeste executies, en kent het van alle landen ter wereld de meeste executies per hoofd van de bevolking.
Anderzijds lijkt de Iraanse gemeenschap zich de laatste jaren juist te moderniseren. Er worden tegenwoordig om de paar jaar verkiezingen gehouden, waarvan de legitimiteit echter geregeld wordt bestreden, zoals de laatste keer bleek uit de postelectorale protesten waarbij mensenrechtenorgansiatis van een "electorale mascarade" spraken.

## Factoren
Omdat Iran een islamitische republiek is, is het rechtssysteem gebaseerd op wetten die zijn afgeleid van het moslimrecht. In de praktijk houdt dit een sterke beperking van de vrijheid in. Voorbeelden hiervan zijn de gevangenzetting van Akbar Ganji en de onderdrukking van de Iraanse studentendemonstraties in juli 2009.
Het is moeilijk om van dit alles een verslag te maken, omdat de media slechts in zeer beperkte mate toegang tot de informatie hebben. Volgens de aan de Universiteit Laval van Quebec verbonden taalkundige Jacques Leclerc wordt de situatie in hun land door veel Iraanse burgers verzwegen, uit angst voor vergeldingsacties door het Iraanse regime. Informatie die wordt geleverd door de Iraanse politieke oppositie en actiegroepen blijkt vaak moeilijk te controleren.

## Principes van recht en vrijheid in Iran

### Oudheid
Nadat Cyrus II in 539 v.Chr. Babylon had veroverd vaardigde hij een aantal principes met betrekking tot een regering en recht uit, die als model hebben gediend voor het rijk van de Achaemeniden. Cyrus liet zijn principes in het Akkadisch etsen op de in 1979 ontdekte Cyruscilinder. Voor zover bekend is dit het eerste document waarin de rechten van de mens en van een natie zijn vastgelegd. Er zijn een aantal rechten in vastgelegd, waaronder de gelijkwaardigheid van rassen, vrijheid van godsdienst en het recht zich te bekeren, het recht op vrijheid van slaven en het recht van gedeporteerden om op den duur naar hun oorspronkelijke leefgebied terug te keren.
In hetzelfde jaar waarin Cyrus zijn principes had uitgevaardigd stond hij door middel van een decreet alle Joden toe terug te keren naar Jeruzalem, waarbij hij ze financiële en materiële ondersteuning bood. Het rijk van de Achaemeniden stond in het teken van het zoroastrisme en gold als een van de plaatsen waar fundamentele rechten werden gerespecteerd.
Alexander III de Grote zette dit model van toen hij het Perzische Rijk veroverde. Het model van Cyrus werd ook later voortgezet, maar het nam een andere vorm aan toen de Seleuciden-dynastie eenmaal aan de macht kwam. Tolerantie en het erkennen van culturele diversiteit zorgden ervoor dat men lange tijd vreedzaam naast elkaar leefde. Een aantal principes zoals het wederzijdse respect elkaars ras en taal bleef ook nog na de invasie van de Parthen en aan het begin van de heerschappij van de Sassaniden gehandhaafd, al werd toen wel de godsdienstvrijheid sterk ingeperkt doordat het zoroastrisme tot staatsreligie werd verheven, terwijl het hodendom, christendom en manicheïsme werden onderdrukt. Als gevolg van dit religieuze fundamentalisme ontstond er verdeeldheid binnen het Perzische Rijk dat daardoor werd verzwakt. Ook het mazdakisme droeg hier in hoge mate aan bij. Toen het zoroastrisme vervolgens weer aan de macht kwam, werd de oude klassenmaatschappij hersteld.
Het Iraanse eenheidsgevoel werd verder versterkt als gevolg van de Romeins-Perzische oorlogen. Met de islamitische verovering van Perzië kwam er een einde aan het rijk van de Sassaniden.

## Middeleeuwen

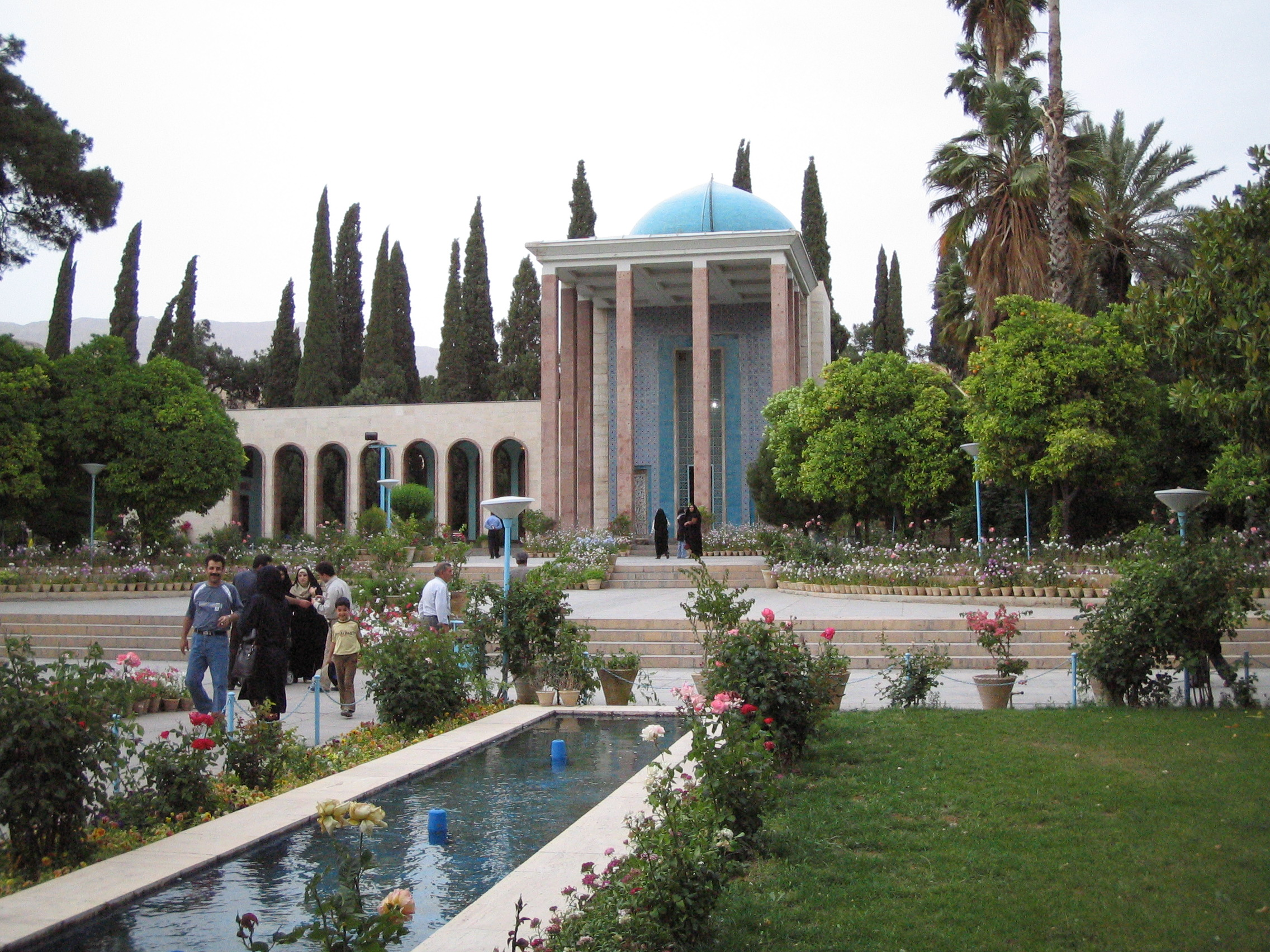
Het graf van Saadi in Shiraz.

De Arabische invasie van 642 - die gepaard ging met veel geweld en plunderingen - betekende een keerpunt in de geschiedenis van Perzië. Tegelijk met hun taal, cultuur en schrift legden de Arabieren legden de Perzen met geweld hun eigen godsdienst - de islam - op. Ook deed de slavernij in deze tijd haar intrede. In deze zelfde tijd was er sprake van racistische vervolging. De niet-islamitische Perzen werden vanaf toen dhimmi's genoemd, en zij moesten een bepaalde belasting (de jizya) betalen. Ook konden zij worden onderworpen aan slavernij.
Ongeveer een eeuw later kwamen de Perzen in opstand tegen de Ommajjaden uit Bagdad, maar niettemin bleef het Arabische regime gehandhaafd. Een ander klassenstelsel deed zijn intrede, waarbij de Arabische cultuur dominant bleef en het Arabisch als standaardtaal werd opgelegd. Ook bleef het Arabische schrift gehandhaafd. Buiten het islamitische geloof trouwen werd bovendien verboden, waardoor op zowel politiek, artistiek als cultureel niveau Perzië dus werd onderdrukt. Ook werd in deze tijd het sjiisme doorgevoerd. De Perzen bleven echter wachten op een meer klasseloze maatschappij en op verzoening met de overweldigers.
De Mongoolse invasie van Iran ging gepaard met grootschalige massamoorden en de vernietiging van vele Iraanse steden. In deze tijd nam ook de Iraanse bevolking sterk af. Tegelijkertijd was er sprake van een sterke ruralisering als gevolg van het verdwijnen van de oude maatschappelijke structuur, wat vervolgens weer tribalisering en daarbij horende zaken als collectieve straf met zich meebracht. Van deze diepgaande wijziging zijn tot op heden sporen terug te vinden in de Iraanse samenleving.
Nadat het Mongoolse Rijk uiteen was gevallen, werd de godsdienstvrijheid in Iran opnieuw aan banden gelegd. In de 16e eeuw werden onder de Safawiden-dynastie de vervolgingen hervat in de vorm van gedwongen bekeringen, segregatie en massamoorden, zelfs soennitische moslims werden hiervan het slachtoffer. In deze zelfde tijd werd de Jafari voor de eerste keer in de Iraanse geschiedenis tot staatsgodsdienst verheven.

## 17e-20e eeuw
In het tijdperk van de Kadjaren begonnen sommige Iraniërs zich hard te maken voor de mensenrechten. Aannhagers van het Bahai-geloof waren de eersten die vrouwenemancipatie proclameerden. Fatemeh - die later werd opgehangen wegens een mislukte moordaanslag op Naser ed-Din Kadjar - was de eerste Iraanse vrouw die zich ongesluierd publiekelijk durfde te vertonen.
In de loop van de 19e en aan het begin van de 20e eeuw brachten rijke Iraanse modernisten die de Westerse wereld hadden bezocht nieuwe ideeën omtrent mensenrechten mee. In deze tijd ontstond tevens de Iraanse pers, zodat de modernistische ideeën sneller konden worden verspreid; in 1835 werd de eerste Iraanse krant gedrukt, en ten tijde van de Iraanse constitutionele revolutie in 1907 waren er 90 Iraanse kranten.
Geleidelijk aan ontstond er steeds meer verzet tegen de Qajar Shahs, wat zich voor het eerst uitte in het zogeheten Protest van de Tabak van 1891, een nationale opstand tegen concessies op de tabaksmarkt die sjah Naser ed-Din Kadjar aan de Britten had gedaan. De opstand werd geleid door Iraanse geestelijken en intellectuelen en hiermee werd een basis gelegd voor de constitutionele revolutie die in 1906 van Iran een constitutionele monarchie maakte. In 1908 werd de Majlis van Iran door Ahmad Shah Qajar met behulp van Groot-Brittannië en Rusland eerst ontbonden en 17 maanden later opnieuw gevormd, waarbij de eerste wetten werden vastgelegd zoals belastingvoorschriften, kiesrecht en het recht op onderwijs.